# Hans Gudewerdt (I)
Hans Gudewerdt (auch: Hans Gudewerdt der Ältere; * vor 1570 vermutlich in Eckernförde; † 1642 ebenda) war einer der bedeutendsten Bildschnitzer in Schleswig-Holstein.

## Leben und Wirken

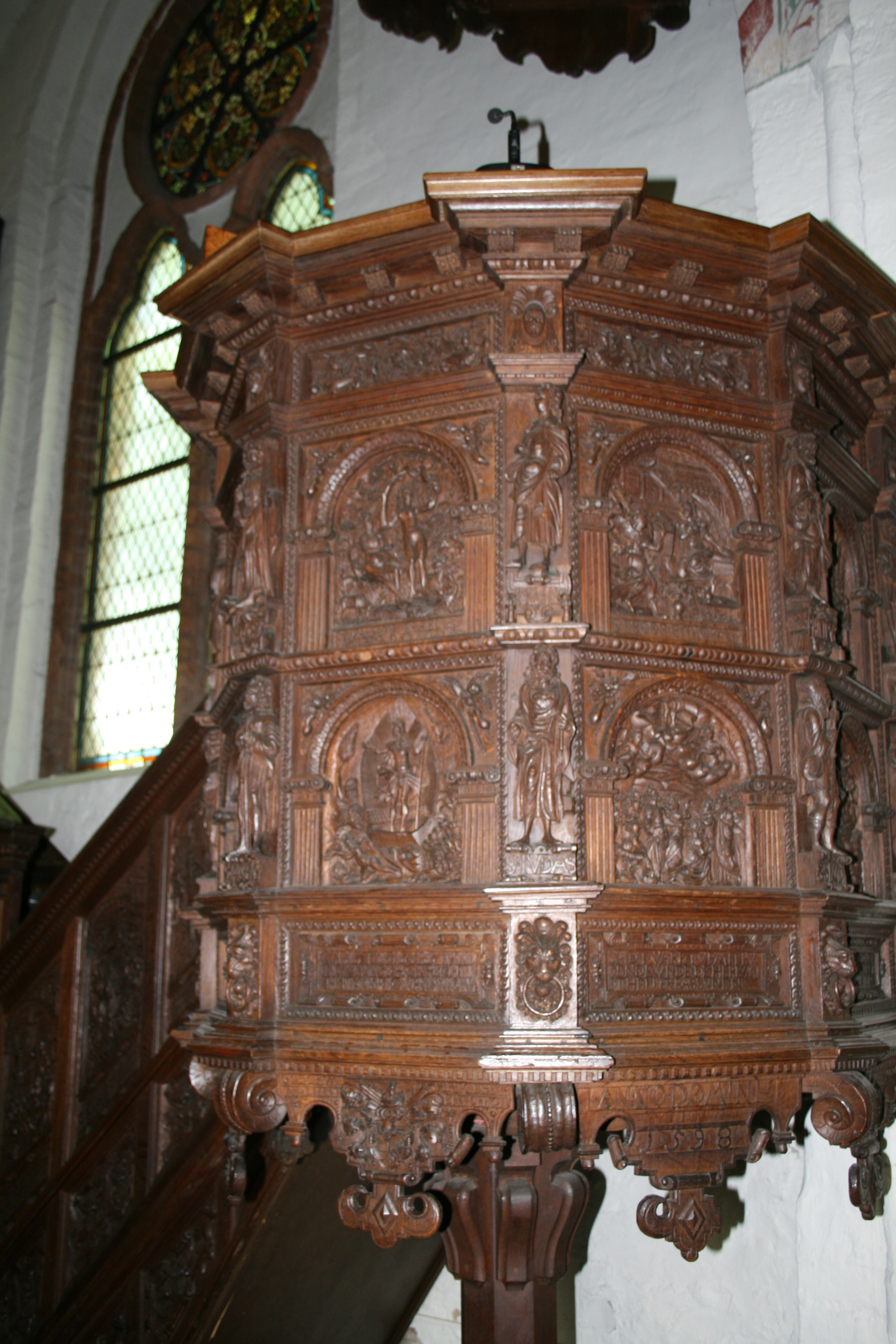
Die Kanzel von St. Jürgen in Gettorf

Hans Gudewerdt der Ältere stammte aus einer renommierten und wohlhabenden Eckernförder Bürgerfamilie. Erstmals nachzuweisen sind Mitglieder der Familie Gudewerth gleich in einem der ersten Einträge im 1542 angelegten Eckernförder Stadtbuch. Die Namen seiner Eltern sind jedoch nicht bekannt.
Hans Gudewerdt ging mit hoher Wahrscheinlichkeit bei dem Eckernförder Bildschnitzmeister Ciriacus Dirkes in die Lehre, zu dessen Arbeiten Gudewerths Werke große stilistische Ähnlichkeiten zeigen. Für 1596 ist Gudewerth mit einer eigenen Werkstatt in Eckernförde nachzuweisen, denn in diesem Jahr erhielt er laut der Gettorfer Kirchenrechnung den Auftrag für die Kanzel der Gettorfer Kirche. Weil Bildschnitzer eine mindestens siebenjährige Ausbildung absolvieren mussten, an die sich oft eine mehrjährige Wanderzeit anschloss, und deshalb oft erst im Alter von dreißig oder mehr Jahren Meister wurden, ist zu vermuten, dass er spätestens 1570 zur Welt kam. Sollte die Zuschreibung der inschriftlich auf 1592 datierten Kanzel der Kirche Karby an Gudewerth stimmen, so ist sogar mit einem Geburtsdatum um 1560 zu rechnen.
Im Jahr 1600 erwarb Hans Gudewerdt ein Haus in Eckernförde. Etwa zur gleichen Zeit muss er geheiratet haben, denn er und sein 1605 verstorbener Kollege Dirkes ließen für sich und ihre Ehefrauen „Wibke Gudewerts“ und „Lene Dirrikes“ gemeinsam mit zwei weiteren Ehepaaren ein Gestühl für die Eckernförder Nikolaikirche anfertigen, auf dem neben ihren Namen auch ihre Hausmarken eingeschnitzt sind. Wibke war höchstwahrscheinlich die Mutter seines um 1600 geborenen gleichnamigen Sohnes Hans Gudewerth der Jüngere.
Als 1605 ein neues Verzeichnis des Eckernförder Amts der „Sniddeker“, also der Tischler und Bildschnitzer, angelegt wurde, wurde Gudewerdt als einer von zwei Älterleuten aufgeführt. Die Tatsache, dass er für einige Zeit die öffentlichen Kirchengelder entgegennahm, spricht dafür, dass ihm die Einwohner vertrauten. 1624 unterzeichnete er als Deputierter der Bürgerschaft. Letztmalig ist er 1627 als Ältermann bei der Lossprechung zweier Lehrlinge erwähnt, behielt das Amt jedoch wie damals üblich auf Lebenszeit. Bereits 1634 ist sein Sohn als eigenständiger Meister erwähnt. Da in Eckernförde die Zahl der Meister des Schnitkeramtes, in dem Bildschnitzer und normale Tischler mit kürzerer Lehrzeit zusammengefasst waren, auf acht beschränkt war, ist davon auszugehen, dass der ältere Hans Gudewerth seinem Sohn die Werkstatt schon zu Lebzeiten übergab. Am 6. Oktober 1641 wurde der Tod seiner Frau durch ein langes Geläute bekannt gemacht. Gudewerth starb vermutlich 1642, denn für dieses Jahr ist die Wahl eines neuen Ältermannes als sein Nachfolger dokumentiert.

## Werke
Gudewerdt war einer der bedeutendsten Bildschnitzer, der in Schleswig-Holstein im Stil der Spätrenaissance arbeitete. Er beeinflusste andere Künstler des Landes sehr. Es existiert aber nur eine einzige, ihm sicher zuzuordnende Arbeit: die inschriftlich auf 1598 datierte Kanzel von St. Jürgen in Gettorf. Auf insgesamt dreizehn figurenreichen Reliefs, acht am Kanzelkorb, vier an der Treppe und eins, Pfingsten, im Schalldeckel, sind Szenen aus der Bibel dargestellt, erläutert jeweils durch niederdeutsche Inschriften. An den Ecken stehen jeweils zwei Apostelfiguren. Fabelwesen, darunter ein Einhorn, und Ornamente füllen die restlichen Felder. Unten am Korb ist eine Inschrift angebracht, die an die Stifter aus der Familie von Ahlefeldt erinnert; eine zweite weist darauf hin, dass der Künstler Neidern ausgesetzt war: „WER KAN IDT / AL MAKEN SO / DAT ID EIN ID/ER MAN GEFALL/EN DO“.
Der Hamburger Kunsthistoriker Justus Brinckmann erwähnte 1896 erstmals einen „Meister mit dem flöteblasenden Hasen“ nach diesem auf verschiedenen für adlige Kunden hergestellten Truhen vorkommenden Motiv. Gustav Brandt verglich 1903 dessen Werke mit dem bis dahin einzigen bekannten des älteren Gudewerdts und setzte beide Personen gleich. Somit war es möglich, ihm zahlreiche kirchliche und profane Werke zuzuordnen, die er nahezu vollständig für Adlige und Fürsten geschaffen hatte.

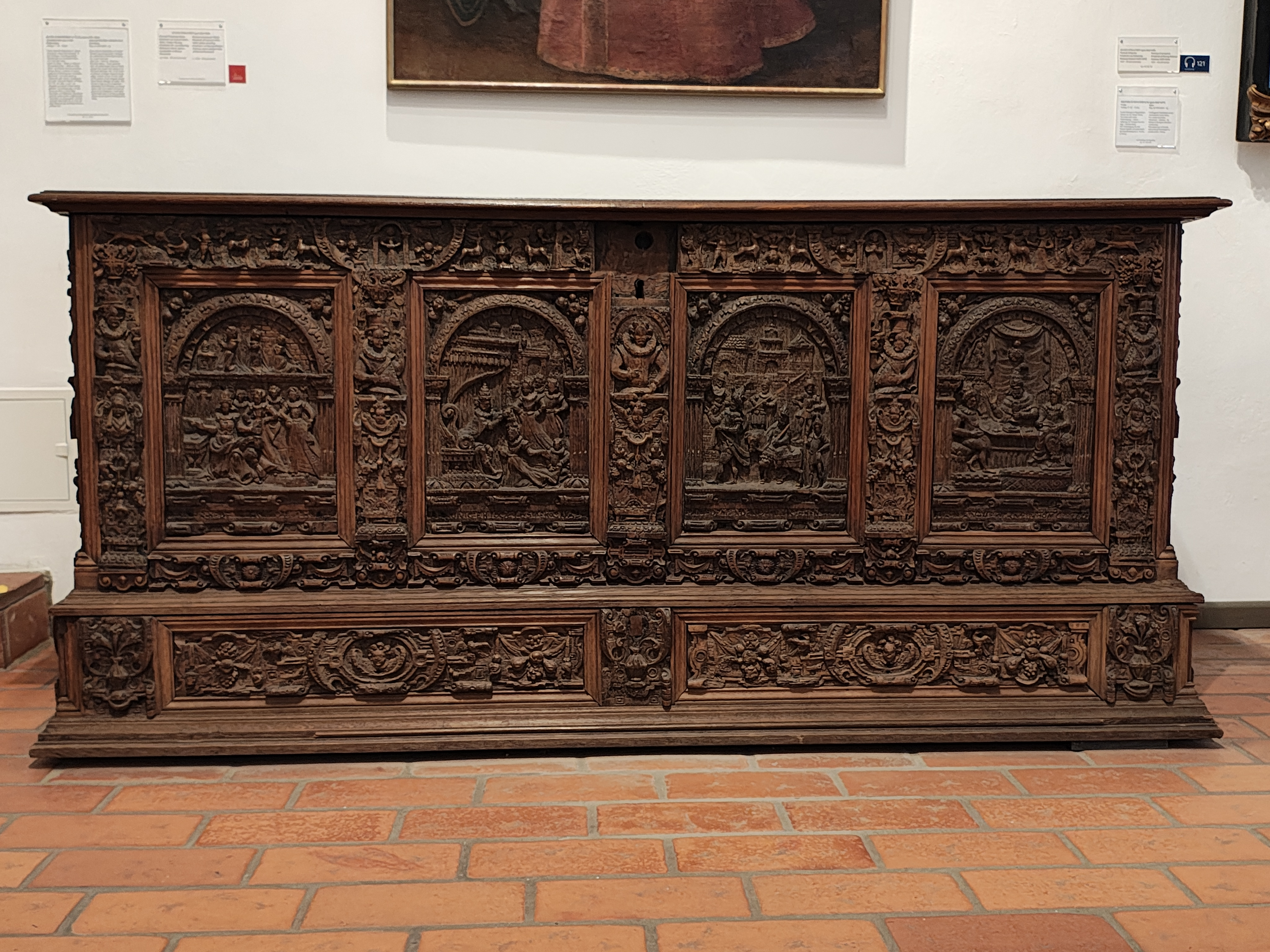
Gudewerdt zugeschriebene Truhe mit Darstellung der Esthergeschichte im Landesmuseum für Kunst und Kulturgeschichte auf Schloss Gottorf

Neben den Kanzeln der Gettorfer und der Karbyer Kirche werden Gudewerdt die Kanzeln der Kirche Sieseby (1592), der St. Nicolaikirche in Eckernförde (1605) und drei Stühle der Kirchenpatrone der Kirche von Esgrus (1607) zugeschrieben. Erhalten geblieben sind darüber hinaus reich geschmückte Truhen, zumeist Brauttruhen, oft mit figurenreichen Darstellungen biblischer Geschichten. Gudewerdts sehr phantasievoll und figurenreich gestalteten Darstellungen weisen einen erzählenden Charakter auf und verfügen über ornamentale Motive der nordeuropäischen Spätrenaissance wie Roll-, Schweif- und Kartuschenwerke. Um die Erwartungen seiner repräsentionsbedürftigen Kunden zu erfüllen, wandte sich Gudewerdt in seinen späteren Arbeiten einem sehr prunkvollen Stil zu. Hinsichtlich Technik, Gesamtform und der figürlichen Darstellung wendete er ältere Gestaltungsprinzipien an. Seine Szenen sind durch die Fülle an Personen und Details manchmal etwas unübersichtlich. Bei der Gestaltung der Ornamente griff er zeitgenössische Inspirationen auf und verband die Prinzipien sicher miteinander. Die so geschaffenen Fassadenflächen sind ausgewogen, dekorativ und repräsentativ angeordnet.